# Эллис, Уоррен (музыкант)
Уоррен Эллис (англ. Warren Ellis; род. 1965) — австралийский мультиинструменталист и композитор, более всего известный своей работой с коллективами Dirty Three, Nick Cave and the Bad Seeds и Grinderman, а также работой над партитурами саундтреков с Ником Кейвом. Владеет скрипкой, пиано, бузуки (греческой гитарой), гитарой, флейтой и мандолиной. Также известен своей чрезмерной и эксцентричной, хотя и увлекательной, манерой подшучивать между песнями на живых выступлениях Dirty Three. (англ.) В настоящее время живёт в Париже, с женой Delphine Ciampi и двумя детьми — Роско и Джексоном.

## Жизнь и карьера
Эллис родился в городе Балларат (штат Виктория, Австралия), из которого переехал в Мельбурн, где получил аспирантский сертификат Содружества наций (Diploma of Education) по музыке и английскому языку; изучал классическую скрипку, путешествовал, давал представления на улицах, исполнял камерную музыку. Несколько лет преподавал в средней школе, после уволился; писал музыку для драматических кружков и исполнял на фестивалях и в пьесах.
Позже начал играть с мельнбургскими коллективами и исполнителями: Paranoid (группа); The Nursing Mothers; The Slub, куда входил также Мик Тернер (будущий гитарист Dirty Three); Первый проект — These Future Kings, создал в 1986-м. В 1992 присоединился к The Blackeyed Susans, но уже в 1993-м их оставил. Также в 1992 брал участие в записи песни Busload Of Faith с группой Kim Salmon And The Surrealists. Наконец, в 1992 Уоррен вместе с Джиммом Уайтом и Миком Тернером собрали Dirty Three. В 1993 присоединился к Charlie Marshall & The Body Electric (и до сих пор является участником). В 1994 сотрудничал с Дэйвом МакКомбом из The Triffids.
В 1995 Эллиса пригласили играть под запись в Nick Cave and the Bad Seeds; он остается в своей группе, продолжая играть и записываться с Bad Seeds, а также входит в Grinderman, ответвление Bad Seeds, зародившееся в 2007 и к 2011 году выпустившее два альбома. В 2002 году вышел сольный альбом Эллиса — Three Pieces for Violin (King Crab records). С 2005 он сыграл для нескольких альбомов Марианны Фейтфулл, а всецело сотрудничал только с Ником Кейвом; с ним же сочинил два удостоившихся наград саундтрека для фильма «Предложение» (2005), а также работал над партитурами к фильму «Как трусливый Роберт Форд убил Джесси Джеймса» (2007). В 2009 году Кейв и Эллис выпустили диск White Lunar — альбом, всецело посвященный их совместной музыке к фильмам.
Эллис появился на обложке первого выпуска известного лондонского журнала для фанатов The Freaky Jason, его снимал для своего блога нетрадиционной уличной моды «Sartorialist» Скотт Шуман (пост от 6 февраля).
Начиная с 2009 года, Эллис продолжает выступать с The Dirty Three, the Bad Seeds и Grinderman.

## Работы
- 1994 — Альбом All Souls Alive группы The Blackeyed Susans (в составе группы).
- 1994 — Работа для альбома Love of Will Дэвида МакКомба (David McComb).
- 1996 — Саундтрек к фильму «Иметь и удержать (To Have And To Hold)» (с Ником Кейвом и Бликсой Баргельдом)
- 1998 — 9 треков к «Praise», фильму Джона Каррана (John Curran) (с Dirty Three).
- Ранние 2000-е — Выступления с королевой чикагского бурлеска Maya Sinstress.
- 2002 — Сольный альбом Three Pieces for Violin.
- 2004 — песня «Crazy Love» Марианны Фейтфулл и Ника Кейв для их совместного альбома Before the Poison (с Изабель Юппер (Isabelle Huppert)).
- 2005 — Саундтрек к фильму «Предложение» (с Ником Кейвом).
- 2006 — Трек «Hell’s Coming Down» для альбома Riot City Blues группы Primal Scream.
- 2006 — Саундтрек к театральной постановке «Woyzeck», адаптации Gísli Örn Gardarsson (с Ником Кейвом).
- 2006 — Музыка к постановке «Metamorphosis» в переложении Gísi Örn Gardarsson на произведение Кафки.
- Альбом Slight Delay исполнительницы Loene Carmen (замечена в сотрудничестве с женой Эллиса).
- 2007 — Саундтрек к фильму «Английский хирург (The English Surgeon)» (с Ником Кейвом).
- 2007 — Саундтрек к фильму «Как трусливый Роберт Форд убил Джесси Джеймса» (с Ником Кейвом).
- 2008 — Два саундтрека к фильму «Съёмки в Палермо (The Palermo Shooting)» (с Grinderman).
- 2009 — Саундтрек к фильму «Дорога (The Road)» (с Ником Кейвом).
- 2009 — Саундтрек к «Девочки Пномпеня (The Girls of Phnom Penh)» (с Ником Кейвом).
- 2009 — Музыка для аудиокниги Ника Кейва «Смерть Банни Манро» (с Ником Кейвом)
- 2009 — Альбом с саундтреками «White Lunar», совместно с Ником Кейвом.
- 2010 — Музыка для постановки «Фауст» (Faust) Гисли Орн Гардарссона (с Ником Кейвом).
- 2011 — Музыка для фильма «Льготные дни (Dias de Gracia)» (с Ником Кейвом, Massive Attack, Atticus Ross и Скарлетт Йоханссон)[3][4][5]
- 2013 — Саундтрек к финальному эпизоду телесериала «Ходячие мертвецы» (с Ником Кейвом).
- 1995—2011 — Альбомы группы Nick Cave and the Bad Seeds.
- 2007—2011 — Альбомы группы Grinderman.
- 1992 — … — Альбомы группы Dirty Three (см. Dirty Three Discography и The Dirty Three’s Record Label (англ.)).
- Альбомы группы The Blackeyed Susans: All Souls Alive (1993), This One Eats Souls (1994), Dirty Water (1994)[6]

## Награды
- 2005 Australian Film Institute Awards (AFI Awards) в номинации Best Original Music Score (за фильм Предложение)
- 2005 Inside Film Awards: Best Music (Предложение)
- 2005 Film Critics Circle Of Australia Awards: Best Musical Score (Предложение)
- 2010 Kermode Awards: Best Score (Дорога)